# Dia sinòdic
Un dia sinòdic (o període de rotació sinòdic o dia solar) és el període d'un objecte astronòmic per girar una vegada amb relació a l'estel el qual està orbitant, i és la base del temps solar.
El dia sinòdic es distingeix del dia sideral, que és una rotació completa en relació amb estrelles llunyanes, que és la base del temps sideral. Això és diferent de la durada d'un dia sinòdic perquè la revolució del cos al voltant de la seva estrella mare faria passar un sol "dia" amb relació a una estrella, encara que el propi cos no girés.

## Dia sinòdic de la Terra
El dia sinòdic de la Terra és el temps que triga el Sol a passar per sobre del mateix meridià (una línia de longitud) en dies consecutius, mentre que un dia sideral és el temps que triga una estrella llunyana a passar per sobre d'un meridià en dies consecutius. Per exemple, a l'hemisferi nord, un dia sinòdic es podria mesurar com el temps que triga el Sol a moure's exactament des del sud real (és a dir, la seva declinació més alta) un dia fins a exactament al sud de nou l'endemà (o exactament al nord veritable a l'hemisferi sud).
Per a la Terra, el dia sinòdic no és constant, i canvia al llarg de l'any a causa de l'excentricitat de l'òrbita terrestre al voltant del Sol i la inclinació axial de la Terra. La durada del dia sinòdic més llarg i més curt difereix en uns 51 segons. La durada mitjana, però, és de 24 hores (amb fluctuacions de l'ordre de mil·lisegons), i és la base del temps solar. La diferència entre el temps solar de mitjana i aparent és l'equació del temps, que també es pot veure a l'analemma de la Terra.
Tal com es veu des de la Terra durant l'any, el Sol sembla derivar lentament per una trajectòria imaginària coplanar amb l'òrbita de la Terra, coneguda com a eclíptica, en una esfèrica de fons d'aparentment d'estrelles fixes. Cada dia sinòdic, aquest moviment gradual és una mica menys d'1° cap a l'est (360° per 365,25 dies), d'una manera coneguda com a moviment prograd.
Algunes òrbites de naus espacials, les òrbites síncrones del Sol, tenen períodes orbitals que són una fracció d'un dia sinòdic. Combinat amb una precessió nodal, això els permet passar sempre per sobre d'un lloc a la superfície de la Terra a la mateixa hora solar mitjana.

## El dia sinòdic de la Lluna
A causa del bloqueig de marea amb la Terra, el dia sinòdic de la Lluna (el dia lunar o període de rotació sinòdica) és el mateix que el seu període sinòdic amb la Terra i el Sol (el període de les fases lunars, el mes lunar sinòdic, que és el mes del calendari lunar).

## Dia sinòdic de Venus
A causa de la lenta velocitat de rotació de Venus, el seu període de rotació sinòdica de 117 dies terrestres és aproximadament la meitat del seu període de rotació sideral (dia sideral) i fins i tot el seu període orbital.

## Dia sinòdic de Mercuri
A causa de la lenta velocitat de rotació de Mercuri i de l'òrbita ràpida al voltant del Sol, el seu període de rotació sinòdica de 176 dies terrestres és tres vegades més llarg que el seu període de rotació sideral (dia sideral) i el doble que el seu període orbital.